# Xã Waucedah, Michigan
Xã Waucedah (tiếng Anh: Waucedah Township) là một xã thuộc quận Dickinson, tiểu bang Michigan, Hoa Kỳ. Năm 2010, dân số của xã này là 804 người.